# Ail ger
Le jeu de l'Ail ger (mongol : ᠠᠶᠢᠯ
ᠭᠡᠷ, VPMC : ayil ger, cyrillique : айл гэр, MNS : ail ger) est un jeu traditionnel mongol qui se joue avec des pierres, un peu de la même manière que les enfants occidentaux jouent au « papa et à la maman » avec des poupées : un petit cercle de pierres représentant la yourte est constitué; d’autres pierres sont placées à l’intérieur pour représenter les meubles et les objets domestiques ; des pierres de formes et de couleurs différentes sont assemblées hors de la « maison » et représentent les troupeaux de la famille. Ail ger a un aspect symbolique important et le voyageur tombant sur un tel jeu se doit d’ajouter une pierre représentant un nouvel animal, augmentant symboliquement la taille du troupeau de la famille et amenant ainsi la chance. Quelques groupements de pierres sont ainsi supposés exister depuis plusieurs siècles, le tracé de pierres n’étant pas laissé intact, mais renouvelé par chaque passant.
Parmi les pièces, il y a le lit, la bouilloire, la tasse, les chevaux, les chameaux, les chèvres, les moutons et les vaches.